# Église Saint-Michel de Hildesheim
Pour les articles homonymes, voir Saint-Michel.
L'église abbatiale Saint-Michel de Hildesheim est l'une des églises de la ville allemande de Hildesheim, non loin de Hanovre, en Basse-Saxe. Elle est l'un des éléments du monastère bénédictin fondé par l'évêque Bernward en 996. 

## Historique
La pierre de consécration de l'église Saint-Michel de Hildesheim indique la date de début de construction de l'église : 1010. En 1015, Bernward consacre la crypte et y dédie un autel à la Vierge. Le 29 septembre 1022, sentant la mort venir et désirant être enterré dans l'édifice, l'évêque fait une consécration anticipée de l'église, et meurt le 29 novembre. La consécration de l'ensemble par son successeur, l'évêque Gothard, date de 1033. En 1193, Bernward est canonisé, et son culte a lieu dans la crypte de l'église. Depuis 1542 l'église sert pour le culte luthérien (Église protestante luthérienne du Pays de Hanovre), mais la crypte est réservée au culte catholique (Diocèse de Hildesheim), faisant Saint-Michel une des églises simultanées en Allemagne.  
L'église a été construite par le prieur Gonderamnus que l'évêque Bernwald avait fait venir de Cologne pour s'occuper du chantier de l'abbatiale. Il est considéré comme le maître d'œuvre du massif occidental de l'église Saint-Pantaléon. Il a la particularité d'avoir possédé un manuscrit du De Architectura de Vitruve qu'il a signé à la dernière page (manuscrit Harleianus 2767 du British Museum de Londres). Certains historiens ont fait de l'évêque Bernwald l' architectus sapiens, concepteur de l'ensemble de l'édifice, et du prieur Gonderamnus, l' architectus cementarius, dirigeant le chantier de l'abbatiale. Il se trouve aussi dans le trésor de la cathédrale de Hildesheim le Liber mathematicalis de l'évêque Bernwald, qui est une copie du De institutione arithmetica de Boèce. On peut supposer que ce livre a été consulté par Gonderamnus d'où viendrait la disposition de l'axe longitudinal de l'église suivant la série du tétraèdre développée à partir des nombres triangulaires.
À la fin de la Seconde Guerre mondiale, l'église Saint-Michel est très gravement endommagée par un raid aérien le 22 mars 1945, mais la reconstruction débute en 1950 pour s'achever en 1957. L'église a été reconstituée dans son aspect initial par le Service de l'Entretien de Monuments en enlevant tous les apports faits au cours du temps. En 1985, l'église, ainsi que la cathédrale de Hildesheim, sont inscrites sur la liste du patrimoine mondial par l'Unesco.
L'édifice apparaît sur une pièce commémorative de 2 euros émise en 2014 par l'Allemagne.

## Description et analyse de l'édifice

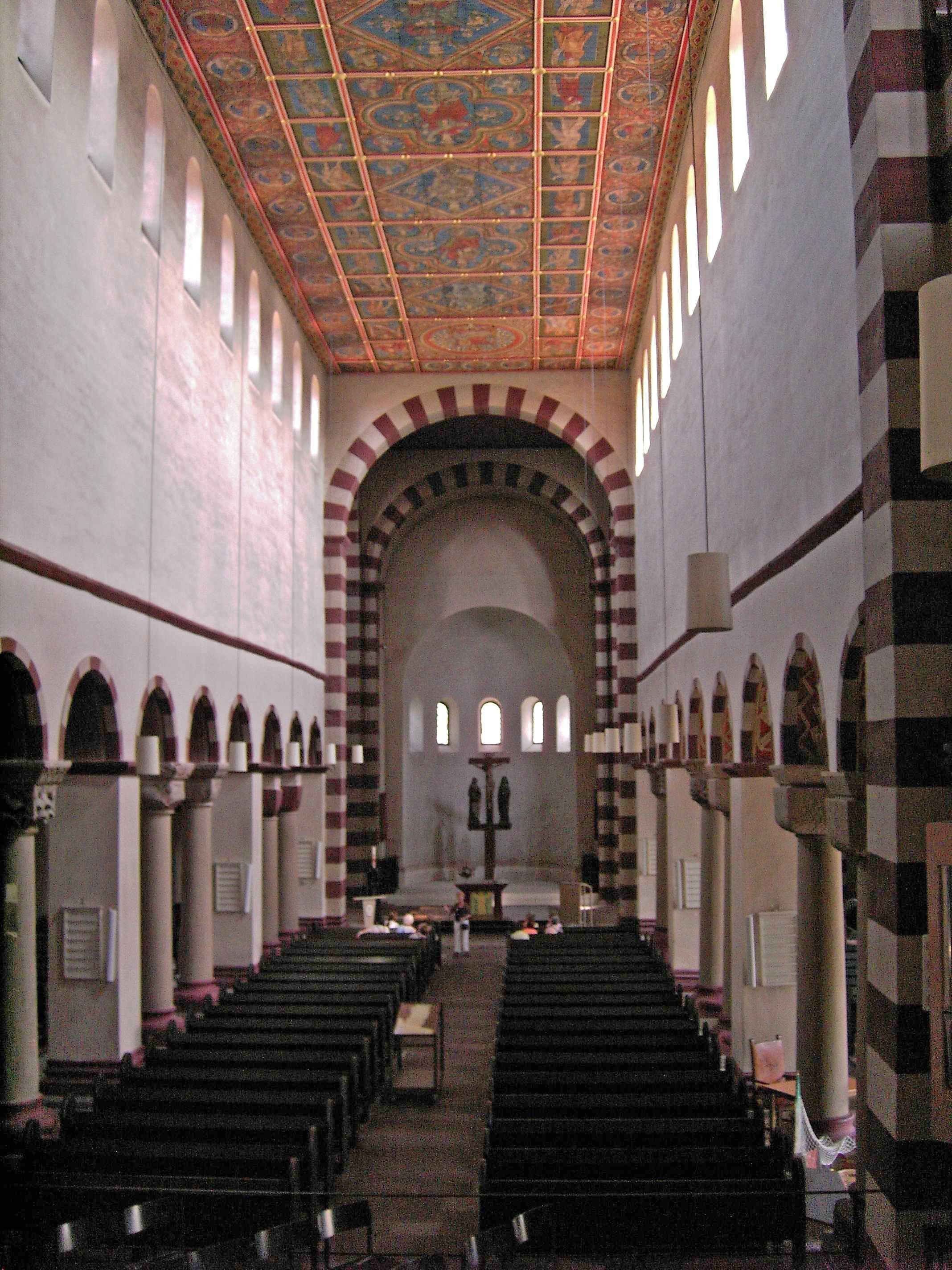
Vue intérieure.

L'église se rattache à l'art roman du début du XIe siècle, avec des particularités de l'art carolingien ou de son successeur l'art ottonien, d'où ce plan roman-rhénan avec des tours absidiales et un double transept.
- La bipolarisation des édifices apparaît avec l'architecture carolingienne, à la fin du VIIIe siècle, par l'église Saint-Pantaléon de Cologne. Les deux transepts disposés face à face, l'un à l'est, l'autre à l'ouest, figurent dans une parfaite symétrie et d'égales proportions grâce à l'apport ottonien.
- La nef à trois vaisseaux est divisée en trois travées, elles-mêmes subdivisées en trois arcades. Les supports y sont alternés dans un rythme complexe : une pile quadrangulaire pour deux colonnes. Les collatéraux sont très larges, et les entrées se font sur le côté de la nef.
- L'église est le premier exemple de croisée régulière de plan carré. On en compte deux du fait de la présence de deux transepts. Ces croisées sont donc de plan carré à piles cruciformes, et ouverte sur des arcs diaphragmes. Seule une croisée a été conservée.
- Des escaliers à vis placés aux extrémités des bras des transepts, dans des tourelles extérieures polygonales, donnent accès à l'élévation.
- On constate également un développement de la crypte-halle de plain-pied avec la nef : autel dédié à la Vierge et à tous les Saints, la salle centrale est subdivisée par huit colonnes. De grosses piles maçonnées délimitent le déambulatoire. L'accès à la crypte se fait par deux entrées latérales, au nord et au sud. De petites niches régulières sont formées dans les murs du déambulatoire. Des salles annexes sont visibles dans l'élévation.
- Le chœur occidental est plus développé, par une grande abside à l'ouest, en opposition avec une abside pourvue de deux absides latérales à l'est.

## Liens Externes
- Sacramentaire de Ratmann
- Cathédrale Sainte-Marie et église Saint-Michel d'Hildesheim : Siteweb Officiel de l'UNESCO